# Olympique Club Renaissance du Congo
Maillots
Actualités
Football Club Renaissance du Congo est un club congolais de football basé a Kinshasa.
Relégué en 2023 il joue dans le championnat de République démocratique du Congo de la 2e Division  appelé ligue 2 Illicocash
L'équipe joue ses matchs au Stade des Martyrs de Kinshasa et le Stade Tata Raphaël de la Kethule toujours à Kinshasa.

## Histoire
Le F.C Renaissance a été créé le 16 juin 2014 sous sa première appellation « CS Imana ». Le 19 juillet 2014, le club est renommé « FC Renaissance du Congo », après plusieurs années passés depuis sa création, le club orange garde  sa renommé    . Le club est présidé à ses débuts par l'Évêque Pascal Mukuna et secondé par Roger Nsingi et Antoine Musanganya.

### Premier match historique
Aussitôt créé, le club affiche ses ambitions, il est sollicité par le club soudanais d’Al Hilal Omdurman pour jouer un match amical, son premier, le 4 août 2014, score 1-1, le seul but des oranges avait été marqué à la 71e minute par Cedrick Kalombo Diba sur penalty.
Le onze de départ de ce match était : 1. Badjo 4. Yannick Bangala (C) 5. Nzungu 2. Kiboko 3. Toto 6. Pharaon 8. Kabengele 10. Mbuyi 7. Joël Obuna 11. Litimba 9. Kayembe. Remplaçant : Milimo, Wadol, Kikonga, Guy Serge, Kiwa.

### Première année à l'Entente provinciale de football de Kinshasa
La saison 2014-2015, l'O.CRenaissance du Congo a joué 32 matchs sur les 38 possibles avec 23 victoires, 6 nuls et 3 défaites contre l’AS Dragons (3-2), Fraternité Kinoise (1-0), Arc-en-Ciel (2-1).

### Première participation à la Coupe du Congo
À la Coupe du Congo saison 2014-2015, l'O.C Renaissance du Congo devait commencé par le tour préliminaire, étape à laquelle il a joué 3 matchs dont 2 contre Ujana en aller et retour (1-1), (3-1), et la finale de cette étape contre l’AS Dragons dont le match s’est soldé sur le score d’un but partout, les 2 équipes s’étaient alors départagées aux tirs au but, exercice remporté par les Oranges (3 tirs à 1).
Lors de la phase des poules de cette compétition qui avait eu lieu à Kinshasa, Renaissance du Congo, sur trois matchs, avait gagné 1 contre le DCMP/Bumba (7-1) et fait 2 matchs nuls contre AS Vutuka de Bandundu et l’AS Veti Club de Matadi, résultats qui les qualifiait en demi-finale où les Oranges étaient classés dans un groupe de trois clubs, dont ils ont battu le (KFA) Katumbi Football Academy par 1-0 et avaient perdu contre OC Bukavu Dawa par 1-0.
Durant cette édition Francis Kazadi a marqué 11 buts en 7 matchs jouer.

### 2015-2016, saison des Champions
La saison 2015-2016, le club joue 38 matchs à l’EPFKIN pour récolter 104 points (record historique) et termine le championnat en tête du classement avec la meilleure attaque avec 97 buts marqués et 23 encaissés, 2 défaites contre Nzakimwena (2-1) et AC Sodigraf (2-1), 33 victoires et 2 matchs nuls.
À la 52e édition de la Coupe du Congo, Zone de Kinshasa, l'O.C Renaissance a joué 3 matchs au tour préliminaire, victoire contre AC Kuya (5-0), victoire contre AC Rangers (2-1) et victoire contre Dijack FC (3-0). En phase de groupe à Kinshasa, le club a joué 3 rencontres dont 3 victoires contre AS Malebo 4-0, AS Veti 4-0 (Sissoko, Kazadi Zadio 2 buts, Milimo), AS Malole 5-0. En Phase finale, 3 équipes ont été mises sur le chemin des Oranges pour 3 victoires dont contre AS Nyuki (2-0) contre Liketua (6-4) et contre l'AS Veti (5-1). La finale qui s’est également jouée à Kinshasa au Stade Tata Raphaël a opposé l'O.C Renaissance du Congo au club lushois du CS Don Bosco, match qui s’est soldé par une victoire des Oranges 2-0 grâce à un but de Zola Matumona sur pénalty et Francis Kazadi, pour une première coupe nationale historique, qui permettra au club de jouer la Linafoot 2017.

### Saison 2016-2017, saison de la Linafoot et de l’Afrique
Pour entamer la saison, le vainqueur de la Coupe du Congo rencontre le champion de la Linafoot de la saison précédente, l'O.C Renaissance a donc croisé le Tout Puissant Mazembe au Stade Joseph-Kabila à Kindu, match qui s’est soldé sur le score de 3 buts à 1 en faveur des Corbeaux de Lubumbashi. La saison 2016-2017 de l'O.C Renaissance débute par une série de victoires avant de connaître deux nuls face aux deux meilleures équipes de la zone ouest V.Club(1-1) et DCMP(0-0) et termine la phase aller avec 19 points en tête du classement. La phase retour ne sera pas facile avec des défaits contre le RCK ou encore MK et surtout les défaites contres l'AS Vita(2-1, doublé d'Etekiama jusque là seul buteur lors des confrontations opposant ces deux dernières) et 3-2 contre le Daring (DCMP), mais le club parvient néanmoins à se qualifier pour les play-offs terminant troisième avec 31 points soit 10 de moins que l'AS V.Club deuxième au classement. C'est à ce moment que la campagne africaine commence. Après tirage au sort l'O.C Renaissance tombe sur le vainqueur de la coupe du Gabon l'Akanda FC qu'il sort après un nul vierge au Gabon et une victoire sur la plus petite des marques à Kinshasa. Lors du premier tour, l'O.C Renaissance affrontera le MC Alger le match aller aura lieu le 12 mars et le match retour cinq jours plus tard à Kinshasa, lors du match aller les Renais s'inclinent 2 buts à 0 à Alger et à domicile le club orange crée la surprise en s'imposant par deux buts à un alors menés à la mi-temps 1 à 0, l'aventure africaine s'arrête là pour les Renais.
Lors des play-offs en Ligue 1 l'O.C Renaissance entame bien en s'imposant à Bukavu face à l'OC Bukavu Dawa et ensuite à domicile face à l'OC Muungano 3-0, mais lors du match qui suivait à Kinshasa face au tenant du titre le TP Mazembe renaissance accroche ce dernier 1 partout et lance ainsi une grosse alerte aux autres équipes du championnat. L'O.C Renaissance fini la phase aller à la deuxième place à égalité de points avec le TP Mazembe et l'AS V.club, derrière le DCMP. La phase retour elle n'est pas la meilleure car le club fait des résultats mitigés notamment deux défaites contre Sanga Balende 2 à 0, et le TP Mazembe 1 à 0. Lors de la quatrième journée de la phase retour Tady Etekiama(toujours le seul à avoir marqué lors des confrontations opposant les deux clubs 1 partout à l'aller) frappe encore en inscrivant un doublé permettant à V.Club de l'emporter par 2 buts à 1. Après le dernier match les supporteurs mécontent vandalisèrent le stade des Martyrs, le club sera par la suite suspendu du championnat et perdra le restant de ses matchs par forfait.

### Saison mitigée et maintien en Linafoot
Lors de la saison 2017-2018 les bana Fibo sont en difficulté enchaînant plusieurs défaites notamment à Goma face à l'AS Dauphins Noirs 5-1 et à domicile face au TP Mazembe 6-0 mais se rattraperont finalement avec une bonne phase retour dans laquelle ils tiendront notamment un match nul face à l'AS Vita Club 0 but partout et termineront la saison à la dixième position à égalité de points avec l'AC Rangers 38. En coupe du Congo le FC Renaissance se qualifie pour la finale mais perdra face à Maniema Union 5 à 3 aux tirs au but après un nul d'un but partout.
Au bout de 6 premiers match de l'entraîneur Chico Mukeba le club réussi à faire 2 nuls et perdre 4 matchs et après ses résultats le club résilie son contrat pour prendre Papy Kimoto à sa place. 

## Aspects juridiques et économiques

### Transferts
| Ce tableau contient les ventes records du club |       |                       |         |                   |
| Rang                                           | Année | Joueur                | Montant | Destination       |
| 1er                                            | 2017  | Mukoko Tonombe        | 10 k€   | AS Vita Club      |
| 2e                                             | 2017  | Pedro Manuel Manzambi | 5 k€    | Forest Rangers FC |
| 3e                                             |       |                       |         |                   |
| 4e                                             |       |                       |         |                   |
| 5e                                             |       |                       |         |                   |
| 6e                                             |       |                       |         |                   |
| 7e                                             |       |                       |         |                   |
| 8e                                             |       |                       |         |                   |
| 9e                                             |       |                       |         |                   |
| 10e                                            |       |                       |         |                   |

| Ce tableau contient les achats records du club |       |                       |         |                  |
| Rang                                           | Année | Joueur                | Montant | Destination      |
| 1er                                            | 2015  | Francis Kazadi        | 13,3 k€ | AS Vita Club     |
| 2e                                             | 2016  | Pedro Manuel Manzambi | 4 k€    | FC MK Etanchéité |
| 3e                                             |       |                       |         |                  |
| 4e                                             |       |                       |         |                  |
| 5e                                             |       |                       |         |                  |
| 6e                                             |       |                       |         |                  |
| 7e                                             |       |                       |         |                  |
| 8e                                             |       |                       |         |                  |
| 9e                                             |       |                       |         |                  |
| 10e                                            |       |                       |         |                  |

## Personnalités du Club

### Organisation du club
- Président du club :  Mukuna Pascal
- Vice-président : Mukuna Christian
- Entraîneur :
- Entraîneur des gardiens :
- Sécretaire sportif :
- Sécretaire sportif adjoint :
- Trésorier :
- Manager Général:
- Président des supporters :

### Entraineurs
- 2014:  Yvon Kitenge
- 2014:  Daoula Lupembe
- 2015-2016:  Franklin Kimbongila Matezo
- 2016:  Éric Tshibasu
- 2017:  François Guehi Monguehi
- 2017-2018:  Daoula Lupemba
- 2018:  Chiko Mukeba
- 2018 :  Pitchou Manza
- 2018-20 septembre 2019:  Papy Kimoto[7]
- septembre 2019-17 décembre 2019:  Kiki Makengele
- 17 décembre 2019-2020:  Camille Bolombo adjoint  Djene Ntumba [8]
- 02 mars 2021-2023:  Papy Kimoto
- 2023 :  Nazy Kapende Mayimona[9]
- 2023 :  Jean Louis Dingondo[9]

### Anciens Joueurs
- 2016-2017 : Ayuk Tako
- 2015-2017 : Djuma Shabani
- 2016-2017 : Wanderley Da Silva
- 2015-2018 : Lamine Diawara
- 2015-2016 : Matumona Zola Rum
- 2017-2019 : Alfred Tabo Mfongang
- 2016-2018 : Coulibaly Fousseyni
- 2016-2019 : Ange Kacoubi

## Palmarès
| Compétitions internationales | Compétitions nationales                                                                                             | Compétitions régionales                                                                           |
|                              | - Coupe de la RD Congo (9) - Vainqueur : 2016 - Finaliste : 2019 - Supercoupe de la RD Congo (1) - Finaliste : 2016 | - EPFKIN (1) - Vainqueur : 2015-2016 - Vice-champion : 2014-2015 - LifKin - Champion : 2015, 2016 |

## Identité

### Écusson

Logo du club de(2014- jusqu'à ce jours

## L'équipement sportif et Sponsors

### Équipement sportif
- 2014- : Fura

### Sponsors
- 2022 : Betika